# 유리의 소년
〈유리의 소년〉(일본어: 硝子の少年 가라스노쇼넨[*])은 KinKi Kids의 데뷔 싱글이다.

## 수록곡
1. 硝子の少年 / 유리의 소년
작사: 마츠모토 타카시 / 작곡·편곡: 야마시타 타츠로
2. 硝子の少年 (Instrumental)
작곡·편곡: 야마시타 타츠로